# Мойсес Солана
Мойсес Солана (на испански: Moisés Solana) е мексикански автомобилен състезател, участвал във Формула 1.
Роден е в Мексико сити на 25 декември 1935 г. Има 8 участия, не успява да спечели точки в световния шампионат.